# بيت صيفان (أرحب)

تعديل مصدري - تعديل

بيت صيفان هي إحدى قرى عزلة عيال عبد الله بمديرية أرحب التابعة لمحافظة صنعاء، بلغ تعداد سكانها 327 نسمة حسب تعداد اليمن لعام 2004.